# Maria Carolina d'Asburgo-Teschen
Maria Carolina d'Asburgo-Teschen (nome completo: Maria Karoline Luise Christine von Habsburg-Teschen; Vienna, 10 settembre 1825 – Baden, 17 luglio 1915) fu una arciduchessa d'Austria-Teschen per nascita e una arciduchessa d'Austria per matrimonio.

## Biografia
Era la figlia di Carlo d'Asburgo-Teschen, terzo figlio di Leopoldo II d'Asburgo-Lorena e di Maria Ludovica di Borbone-Spagna, e di sua moglie, Enrichetta di Nassau-Weilburg, figlia di Federico Guglielmo di Nassau-Weilburg.
Suo padre era il vincitore della Battaglia di Aspern-Essling contro le truppe napoleoniche. Trascorse la sua infanzia a Weilburg, nella Bassa Austria. All'età di quattro anni, sua madre morì di scarlattina.
Suo padre si occupò della sua educazione e quella dei suoi fratelli.

## Matrimonio
Sposò, il 21 febbraio 1852, suo cugino l'arciduca Ranieri Ferdinando d'Asburgo-Lorena(1827-1913), figlio dell'arciduca Ranieri Giuseppe d'Asburgo-Lorena, viceré del Regno Lombardo-Veneto, e di Maria Elisabetta di Savoia-Carignano. Ebbero un matrimonio felice ma non ebbero figli.
Amichevole e informale di natura, Maria Carolina era profondamente religiosa e soffrì molto il fatto che non ebbe figli propri. Si prese cura dei membri più giovani della famiglia imperiale che iniziarono a chiamarla "zia".
Fondò numerose fondazioni per i bambini.

## Morte
Nel 1854, il marito acquistò un grande palazzo a Vienna, dove andarono a vivere.
Nel 1912 la coppia assisti al declino dell'impero. Suo marito morì il 27 gennaio 1913. Maria Carolina morì il 17 luglio 1915, all'età di 90 anni.

## Ascendenza
|                                    |                                              |                                                           | Genitori                                          |  |  | Nonni |  |  | Bisnonni              |  |  | Trisnonni          |  |
|                                    |                                              |                                                           |                                                   |  |  |       |  |  | Francesco I di Lorena |  |  | Leopoldo di Lorena |  |
|                                    |                                              |                                                           |                                                   |  |  |       |  |  | Francesco I di Lorena |  |  | Leopoldo di Lorena |  |
|                                    |                                              | Elisabetta Carlotta di Borbone-Orléans                    |                                                   |  |  |       |  |  | Francesco I di Lorena |  |  |                    |  |
| Leopoldo II d'Asburgo-Lorena       |                                              |                                                           |                                                   |  |  |       |  |  | Francesco I di Lorena |  |  |                    |  |
|                                    |                                              | Maria Teresa d'Austria                                    | Carlo VI d'Asburgo                                |  |  |       |  |  |                       |  |  |                    |  |
|                                    |                                              | Maria Teresa d'Austria                                    | Carlo VI d'Asburgo                                |  |  |       |  |  |                       |  |  |                    |  |
|                                    |                                              | Maria Teresa d'Austria                                    | Elisabetta Cristina di Brunswick-Wolfenbüttel     |  |  |       |  |  |                       |  |  |                    |  |
| Arciduca Carlo, Duca di Teschen    |                                              | Maria Teresa d'Austria                                    |                                                   |  |  |       |  |  |                       |  |  |                    |  |
|                                    |                                              | Carlo III di Spagna                                       | Filippo V di Spagna                               |  |  |       |  |  |                       |  |  |                    |  |
|                                    |                                              | Carlo III di Spagna                                       | Filippo V di Spagna                               |  |  |       |  |  |                       |  |  |                    |  |
|                                    |                                              | Carlo III di Spagna                                       | Elisabetta Farnese                                |  |  |       |  |  |                       |  |  |                    |  |
| Maria Ludovica di Borbone-Spagna   |                                              | Carlo III di Spagna                                       |                                                   |  |  |       |  |  |                       |  |  |                    |  |
|                                    |                                              | Maria Amalia di Sassonia                                  | Augusto III di Polonia                            |  |  |       |  |  |                       |  |  |                    |  |
|                                    |                                              | Maria Amalia di Sassonia                                  | Augusto III di Polonia                            |  |  |       |  |  |                       |  |  |                    |  |
|                                    |                                              | Maria Amalia di Sassonia                                  | Maria Giuseppa d'Austria                          |  |  |       |  |  |                       |  |  |                    |  |
| Maria Carolina d'Asburgo-Teschen   |                                              | Maria Amalia di Sassonia                                  |                                                   |  |  |       |  |  |                       |  |  |                    |  |
|                                    | Carlo Cristiano, Principe di Nassau-Weilburg | Carlo Augusto, Principe di Nassau-Weilburg                |                                                   |  |  |       |  |  |                       |  |  |                    |  |
|                                    | Carlo Cristiano, Principe di Nassau-Weilburg | Carlo Augusto, Principe di Nassau-Weilburg                |                                                   |  |  |       |  |  |                       |  |  |                    |  |
|                                    | Carlo Cristiano, Principe di Nassau-Weilburg | Principessa Augusta Federica di Nassau-Idstein            |                                                   |  |  |       |  |  |                       |  |  |                    |  |
| Federico Guglielmo, Duca di Nassau | Carlo Cristiano, Principe di Nassau-Weilburg |                                                           |                                                   |  |  |       |  |  |                       |  |  |                    |  |
|                                    |                                              | Carolina d'Orange-Nassau                                  | Guglielmo IV, Principe di Orange                  |  |  |       |  |  |                       |  |  |                    |  |
|                                    |                                              | Carolina d'Orange-Nassau                                  | Guglielmo IV, Principe di Orange                  |  |  |       |  |  |                       |  |  |                    |  |
|                                    |                                              | Carolina d'Orange-Nassau                                  | Anna, Principessa Reale                           |  |  |       |  |  |                       |  |  |                    |  |
| Enrichetta di Nassau-Weilburg      |                                              | Carolina d'Orange-Nassau                                  |                                                   |  |  |       |  |  |                       |  |  |                    |  |
|                                    |                                              | Giorgio, Langravio di Kirchberg, Conte di Sayn-Hachenburg | Guglielmo Luigi, Landgrave of Kirchberg           |  |  |       |  |  |                       |  |  |                    |  |
|                                    |                                              | Giorgio, Langravio di Kirchberg, Conte di Sayn-Hachenburg | Guglielmo Luigi, Landgrave of Kirchberg           |  |  |       |  |  |                       |  |  |                    |  |
|                                    |                                              | Giorgio, Langravio di Kirchberg, Conte di Sayn-Hachenburg | Contessa Luisa di Dhaun                           |  |  |       |  |  |                       |  |  |                    |  |
| Luisa Isabella di Kirchberg        |                                              | Giorgio, Langravio di Kirchberg, Conte di Sayn-Hachenburg |                                                   |  |  |       |  |  |                       |  |  |                    |  |
|                                    |                                              | Contessa Elisabetta Augusta Reuss di Greiz                | Enrico XI, Principe Reuss di Greiz                |  |  |       |  |  |                       |  |  |                    |  |
|                                    |                                              | Contessa Elisabetta Augusta Reuss di Greiz                | Enrico XI, Principe Reuss di Greiz                |  |  |       |  |  |                       |  |  |                    |  |
|                                    |                                              | Contessa Elisabetta Augusta Reuss di Greiz                | Corradina Eleonora, Principessa Reuss di Köstritz |  |  |       |  |  |                       |  |  |                    |  |
|                                    |                                              | Contessa Elisabetta Augusta Reuss di Greiz                |                                                   |  |  |       |  |  |                       |  |  |                    |  |